# 瘤螳属
瘤螳属（学名：Tylomantis）是矮螳科的一属。

## 下属物种
本属包括以下物种：
- Tylomantis armillata Beier, 1966
- Tylomantis fuliginosa Westwood, 1889